# 1569
سنة 1569 كانت سنة بسيطة تبدأ يوم السبت (الرابط يظهر نموذج التقويم الكامل للسنة) من التقويم اليولياني.

## أحداث
- تأسيس مدينة كارورا [الإنجليزية] وتقع حاليا في فنزويلا.
- تأسيس مدينة سانتا آنا مونيسباليتي وتقع حاليا في السلفادور.

## مواليد
- جهانكير

## وفيات
- بيتر برويغيل البكر